# Idaea luteolaria
Idaea luteolaria is een vlinder uit de familie spanners (Geometridae). De wetenschappelijke naam is voor het eerst geldig gepubliceerd in 1863 door Constant.
De soort komt voor in Europa.